# 愛國者丘陵
80°20′S 81°25′W / 80.333°S 81.417°W

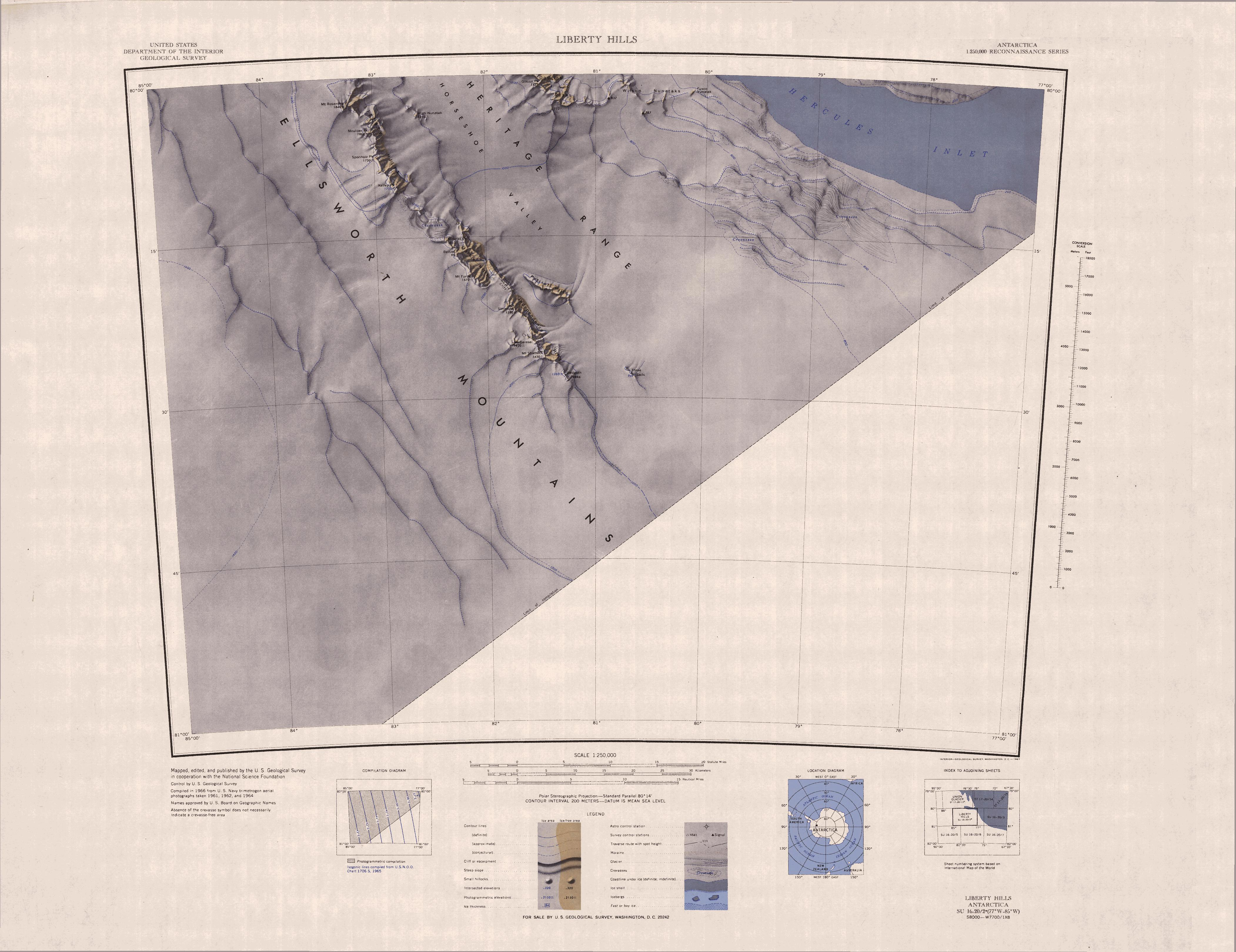

愛國者丘陵是南極洲的丘陵，位於南極大陸西部埃爾斯沃思地，處於獨立山脈以東約5公里，全長8公里，屬於赫里蒂奇嶺的一部分。